# Lista de artistas da Atlantic Records
Aqui contém uma lista de artistas da gravadora Atlantic Records. Somente os que constam na Wikipédia.

## A
- ABBA
- AC/DC
- Ally Brooke
- Ava Max

## B
- Bad Religion
- Bill Haley and His Saddlemen (como "Johnny Clifton and His String Band")
- Billy Talent
- Blue Magic
- Bush

## C
- Cham
- Chic
- Cold
- Crosby, Stills, Nash & Young
- Cody Simpson
- Cardi B

## D
- Death Cab for Cutie
- Dream Theater

## E
- Elephant Man
- Emerson, Lake & Palmer

## F
- Foreigner
- Funeral for a Friend

## G
- Genesis
- Grouplove

## H
- Hall and Oates
- Handsome Boy Modeling School
- Hard-Fi

## I
- INXS

## J
- Jet
- Junior Senior

## K
- Kelly Clarkson[1]
- Kill Hannah
- King Crimson
- Kon Kan

## L
- Led Zeppelin

## M
- M2M
- Matchbox Twenty
- Melvins
- Muse
- MC5
- Melanie Martinez

## N
● Noa Kirel

## P
- P.O.D.
- Plus One
- Poison The Well
- Paramore

## R
- The Rascals
- Rush

## S
- Saigon
- Shadows Fall
- Shinedown
- Silverchair
- Simple Plan
- Sister Sledge
- Staind
- Stone Temple Pilots
- Sugar Ray
- Skrillex

## T
- Taproot
- The Temptations
- The Corrs
- The Darkness
- The Donnas
- The Velvet Underground (Loaded, Live at Max's Kansas City)

## W
- Wallows

## Y
- Yes